# Michele Genovese
Michele Genovese meglio noto con il nome d’arte Piripicchio (Barletta, 5 luglio 1907 – Bitonto, 1º agosto 1980) è stato un attore, comico, artista di strada e mimo italiano.

## Biografia
Piripicchio, definito il "Charlie Chaplin pugliese", è stata una delle ultime maschere della Commedia dell'Arte in Italia. Vestiva con frac, bombetta, un paio di baffetti alla Charlot e un garofano rosso all'occhiello.
L'accessorio caratteristico e parte essenziale della coreografia era il bastone di bambù, che era solito armeggiare. Spesso lo puntava a terra per poi afferrarlo al volo, accompagnando con gesti allusivi le sue battute argute, vivaci e, talvolta, spinte.
Di solito al pomeriggio improvvisava piccoli spettacoli di strada, ai quali assisteva sempre una moltitudine di ogni età e ceto. Vi erano spettatori sia per strada che affacciati alle finestre o ai balconi, i quali, al termine dell'esibizione, gli elargivano nella bombetta qualche moneta oppure sigarette da esportazione, ringraziandolo così di quelle piccole evasioni dalla vita quotidiana che egli offriva.
Il povero Piripicchio non cercò la ricchezza, se non quella interiore datagli dal pubblico che lo stimava e, soprattutto, dalla gioia di vedere i ragazzini accorrere felici, quando sentivano suonare il tamburo che lo annunciava, e seguirlo rumorosamente, quando si spostava. Con la sua morte, l'avanspettacolo povero ha perso il suo ultimo testimone e, forse, anche uno dei suoi esponenti più sinceri.

Le sue scenografie erano la sua faccia e le vie e le piazze di Puglia. Molti lo ricorderanno: era una figuretta elegante e paradossale, grottesca e poetica. Un dandy rusticano che si muoveva nella ammiccante ed eccessiva eleganza di un tight consunto dalle angherie di tournée defatiganti per polveri assolate e strade spalancate al sole. Completavano il costume un cravattino comme il faut e un bastoncino di bambù. Non mancava mai di ostentare un fiore bianco e freschissimo all’occhiello. Un clown nostro che si aggirava instancabilmente con il suo repertorio antico più che vecchio, intrecciando lazzi da vaudeville con memorie di perdute atellane, frizzi candidamente osceni, canzoni malinconiche intarsiate di sberleffi improvvisi con filastrocche sull’amore e sulla lontananza.»
(Michele Mirabella nella prefazione di L'ultima mossa. Omaggio a Piripicchio di Angelo Saponara)
Il suo sogno di esibirsi nel teatro Piccinni di Bari venne esaudito nel giugno del 1977. Nel corso di una serata presentata da Gianni Roman, per premiare i vincitori della prima marcialonga dei tre ponti di Bari, un giovane poeta dialettale, Vito Bellomo, si prestò per accompagnare, con la chitarra di un noto comico barese, Piripicchio, che eseguì la celebre" Era un bel giorno di maggio...", commuovendosi e ringraziando Vito Bellomo.
Il Comune di Bari con una cerimonia svoltasi il 26 settembre 2007, gli ha intestato una strada che sbocca su Piazza Ferrarese (Città vecchia) nei pressi del Fortino di sant'Antonio.

## Filmografia
Il 9 novembre 2010 esce al cinema il film Piripicchio - L'ultima mossa a lui dedicato: la sceneggiatura è di Antonio Garofalo e Luca Vessio, mentre la regia è di Vito Giuss Potenza.